# San Isidro (Guanajuato)
San Isidro es una localidad del estado mexicano de Guanajuato. Es parte del municipio de San Luis de la Paz.

## Toponimia
El nombre de la población hace referencia al santo patrono de la localidad: Isidro Labrador.

## Demografía
| Gráfica de evolución demográfica |
|                                  |

| Censo | Población |
| ----- | --------- |
| 1900  | 654       |
| 1910  | 589       |
| 1921  | 350       |
| 1930  | 500       |
| 1940  | 370       |
| 1950  | 460       |
| 1960  | 508       |
| 1970  | 561       |
| 1980  | 566       |
| 1990  | 815       |
| 2000  | 884       |
| 2010  | 889       |
| 2020  | 1 058     |